# Діброва (Вишнівецька селищна громада)
Дібро́ва —село в Україні, у Вишнівецькій селищній громаді Кременецького району Тернопільської області. До 2020 року підпорядковане Коханівській сільській раді. Розташоване на півдні  району. 

## Історія
12 червня 2020 року, відповідно до Розпорядження Кабінету Міністрів України від  № 724-р «Про визначення адміністративних центрів та затвердження територій територіальних громад Тернопільської області», село увійшло до складу Вишнівецької селищної громади.
19 липня 2020 року, в результаті адміністративно-територіальної реформи та ліквідації Збаразького району, село увійшло до складу новоутвореного Кременецького району.

## Релігія
Є капличка Георгія Побідоносця.

## Населення
У 2003 році в селі проживало 229 осіб.

### Відомі люди
У Діброві народився військовослужбовець 24-ї окремої механізованої бригади, учасник АТО Василь Борисевич (1966–2015).

## Галерея

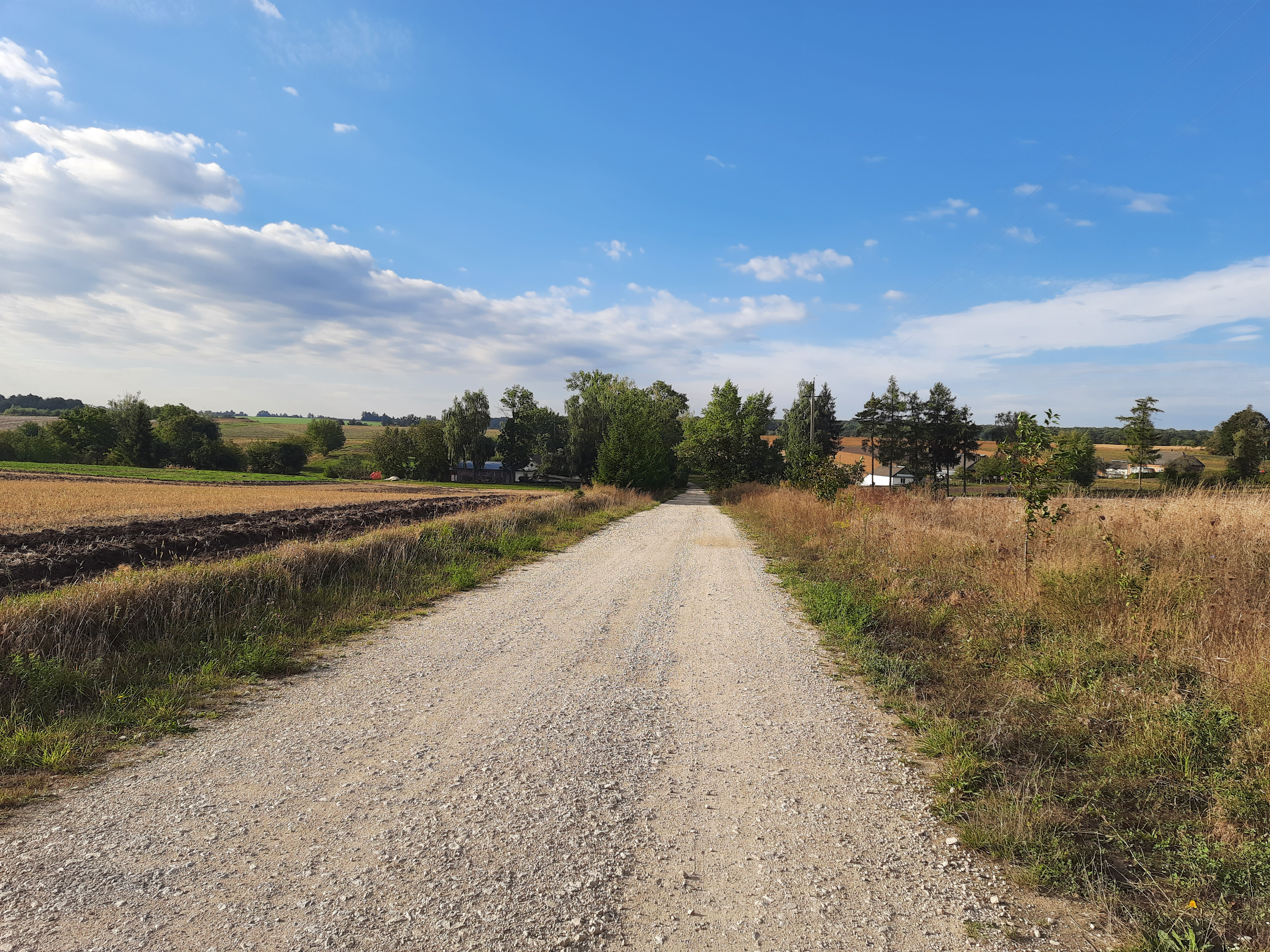
Дорога в село Діброва
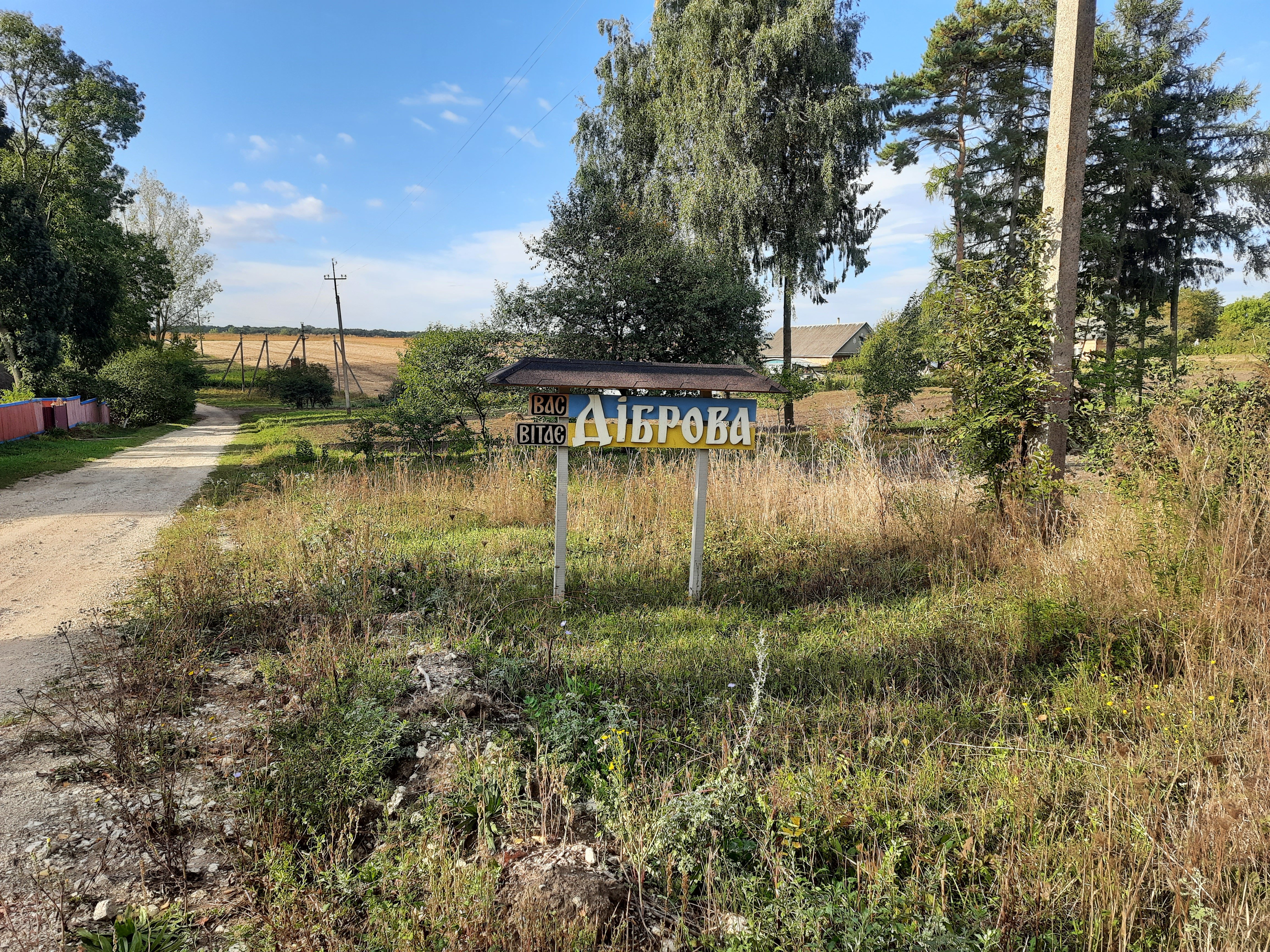
Знак при в'їзді в село
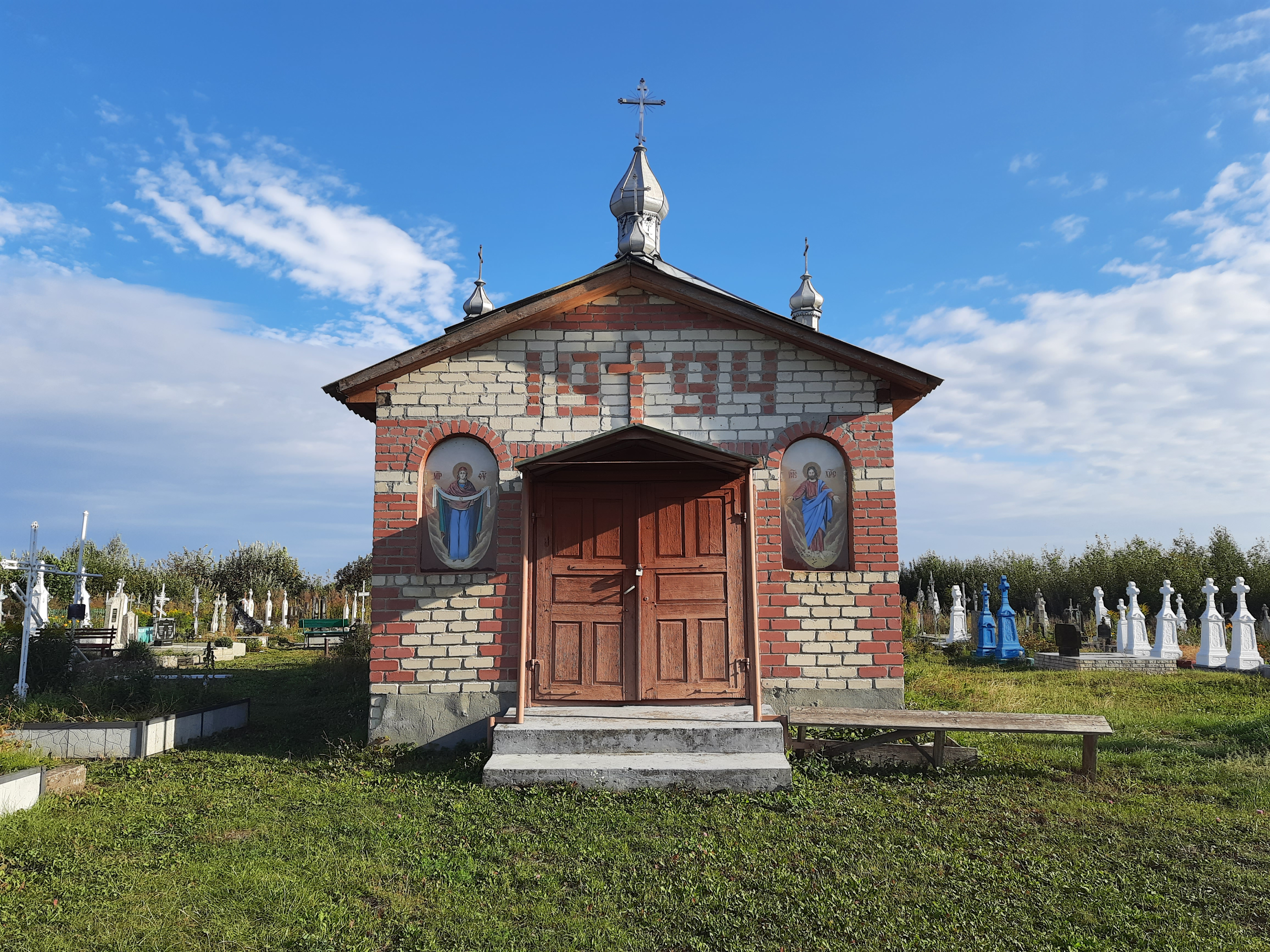
Каплиця Георгія Переможця
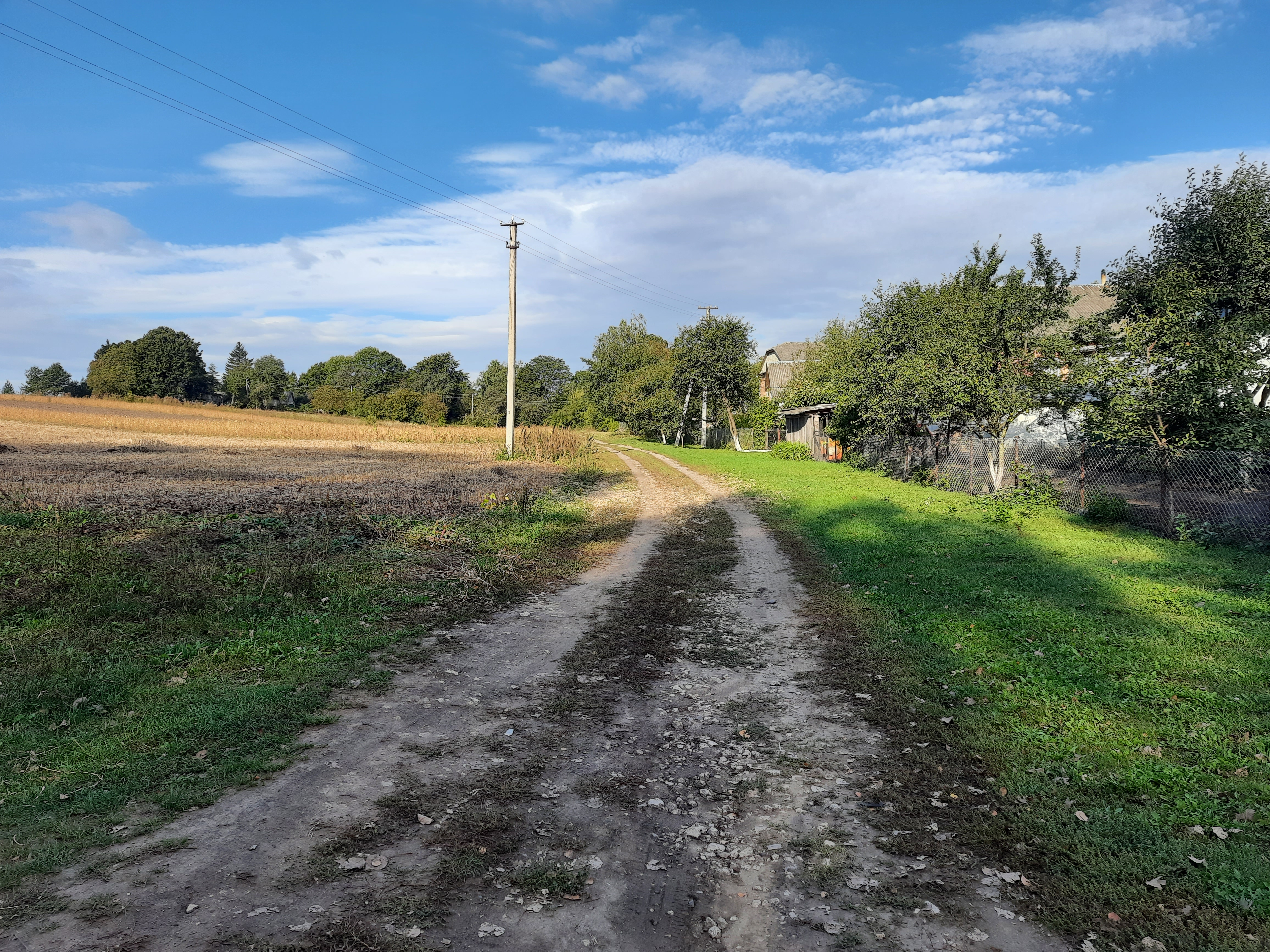
Сільський пейзаж
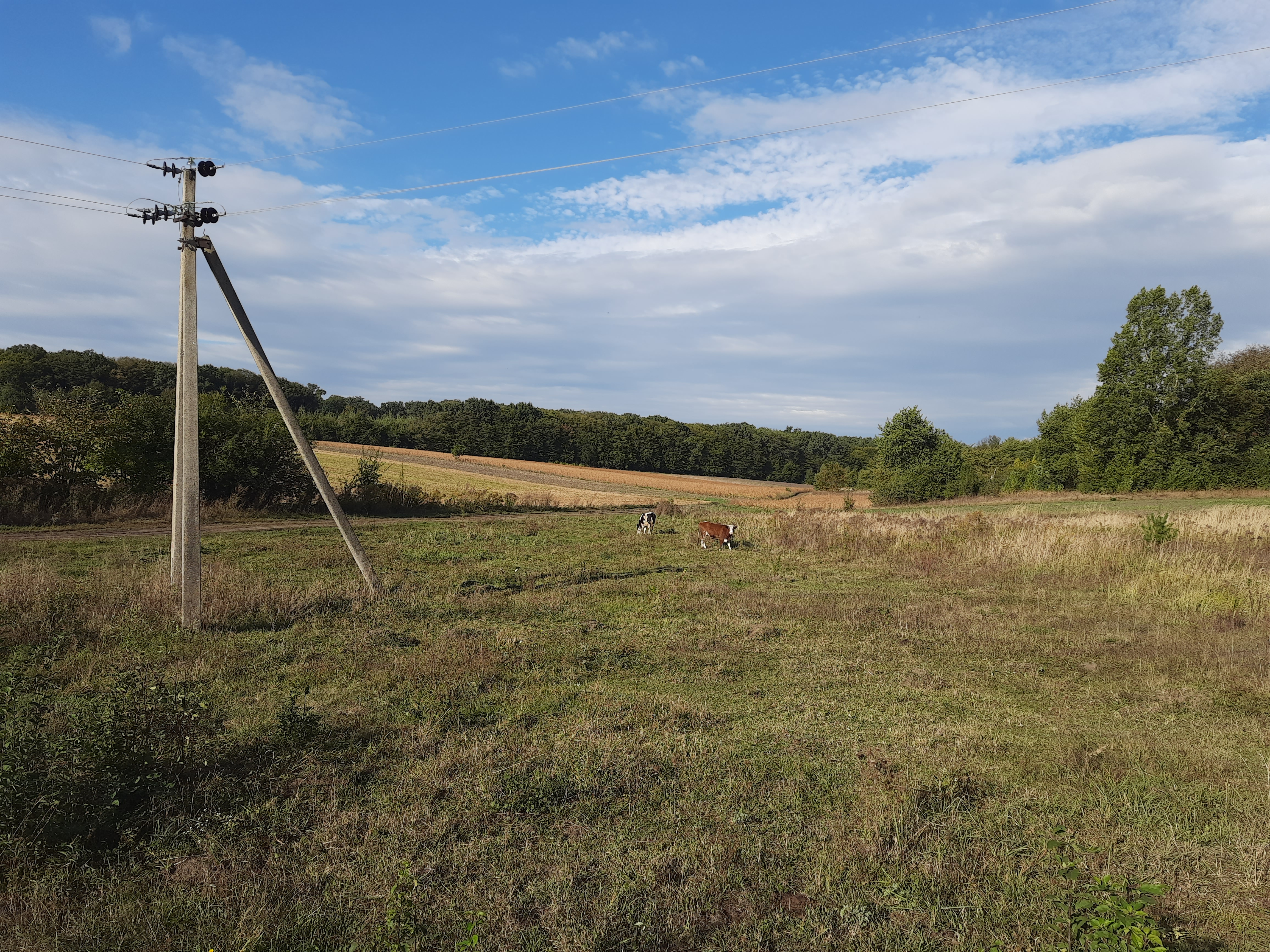
Краєвид біля села Діброва